# Aleta Baunová
Aleta Baunová (16. března 1965 Lelobatan, provincie Východní Nusa Tenggara) je indonéská aktivistka v oblasti ochrany životního prostředí a práv původních obyvatel. Pochází z etnika Mollo žijícího na západě ostrova Timor.
Je dcerou vesnického náčelníka a po maturitě pracovala jako učitelka. Stala se uznávanou mluvčí místní komunity, známou jako „Mama Aleta“. V devadesátých letech začala organizovat protesty proti těžbě mramoru na posvátné hoře Mutis, která způsobila odlesňování krajiny a kontaminaci vodních toků. Na demonstracích poukazovala na to, že těžba byla zahájena v rozporu se zákonem, vyžadujícím souhlas místních obyvatel. V roce 2006 byla přepadena zaměstnanci těžařské firmy, kteří jí vyhrožovali smrtí, musela se pak s rodinou načas skrývat. Po této zkušenosti se rozhodla pro blokádu, s více než stovkou dalších žen se na rok usadily na cestě k lomu a tkaly zde látky. Podařilo se jim tím získat podporu veřejného mínění a v roce 2010 úřady rozhodly o ukončení těžby.
V roce 2013 jí byla udělena Goldmanova cena. V roce 2014 byla zvolena do zastupitelstva provincie, kde prosazuje opatření na ochranu cenného ekosystému v timorském vnitrozemí.